# Portales de Toluca
Los Portales de Toluca son una zona comercial ubicada en el centro de la Ciudad de Toluca. Los portales de Toluca son los más extensos del país y son parte fundamental del Centro Histórico de la ciudad. El complejo arquitectónico consta de 3 portales comerciales y 120 arcos en su primer nivel, en el segundo nivel las fachadas poseen balcones.
Al oeste de los portales se encuentra la Plaza González Arratia; al noroeste se encuentra el Palacio de Justicia del Estado de México; y al norte de los portales se encuentran, la Plaza de los Mártires, la Catedral metropolitana de Toluca el Palacio Municipal de Toluca y el Palacio Legislativo del Estado de México.

## Historia

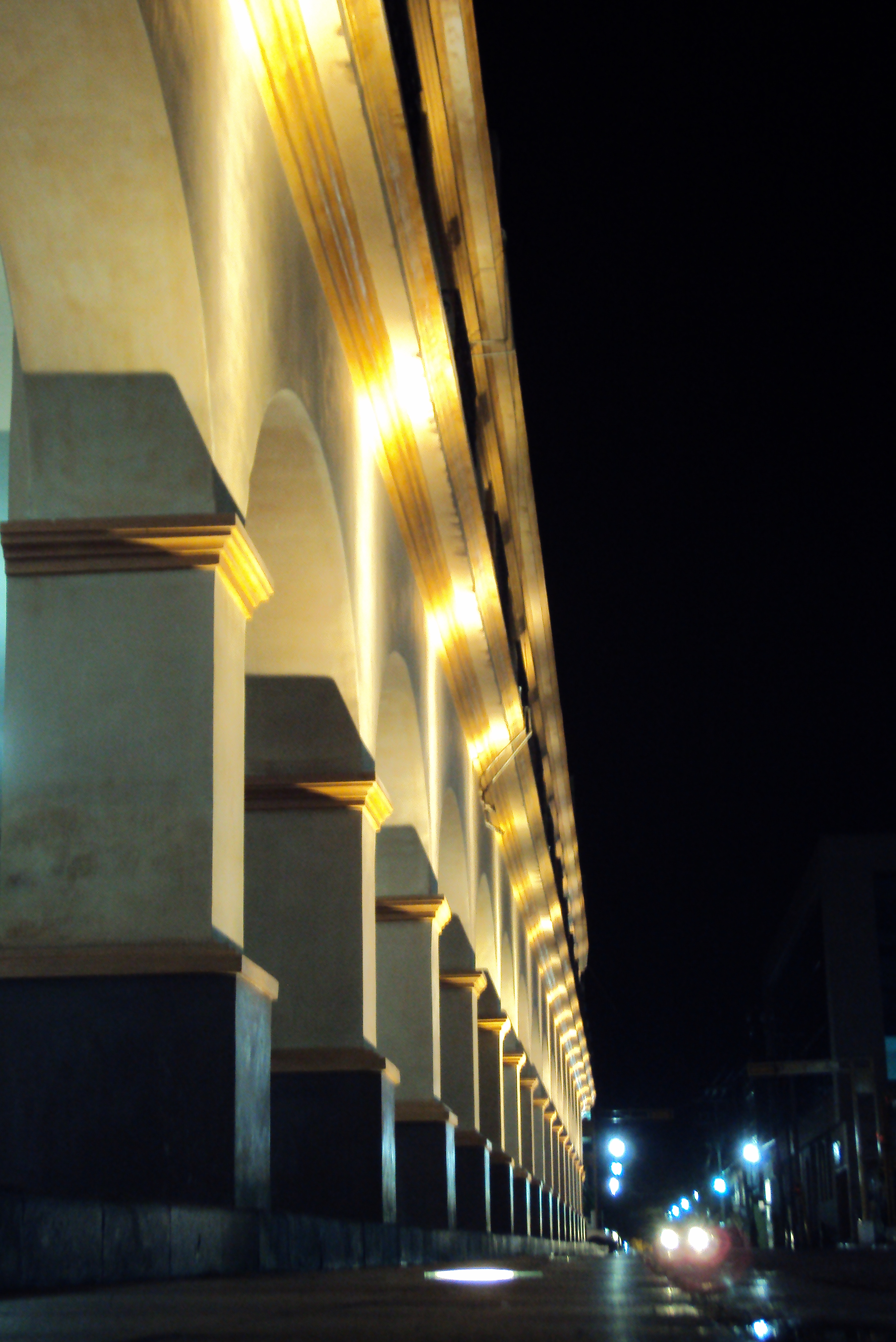
Los portales de noche, abril de 2011

La historia de los Portales de Toluca comienza en 1827, cuando José María González Arratia instó a los frailes del Convento franciscano de Nuestra Señora de la Asunción para que cedieran al ayuntamiento de Toluca los terrenos al sur y al oriente de la huerta y el atrio del convento para la construcción de casas y portales.
El 5 de julio de 1830 el congreso constituyente del estado decide trasladarse desde su sede en Tlalpan a la ciudad de Toluca. El 15 de agosto del mismo año se concretó el traslado de los poderes del estado a la ciudad de Toluca y finalmente el 16 de octubre de 1830 se oficializó la asignación de la nueva capital del Estado a la ciudad de Toluca. Ante la declaración de la ciudad de Toluca como capital del Estado de México, José María González Arratia continuó impulsando la construcción de edificios a la altura de una capital estatal y se mantuvo firme en su decisión de construir los portales de Toluca.

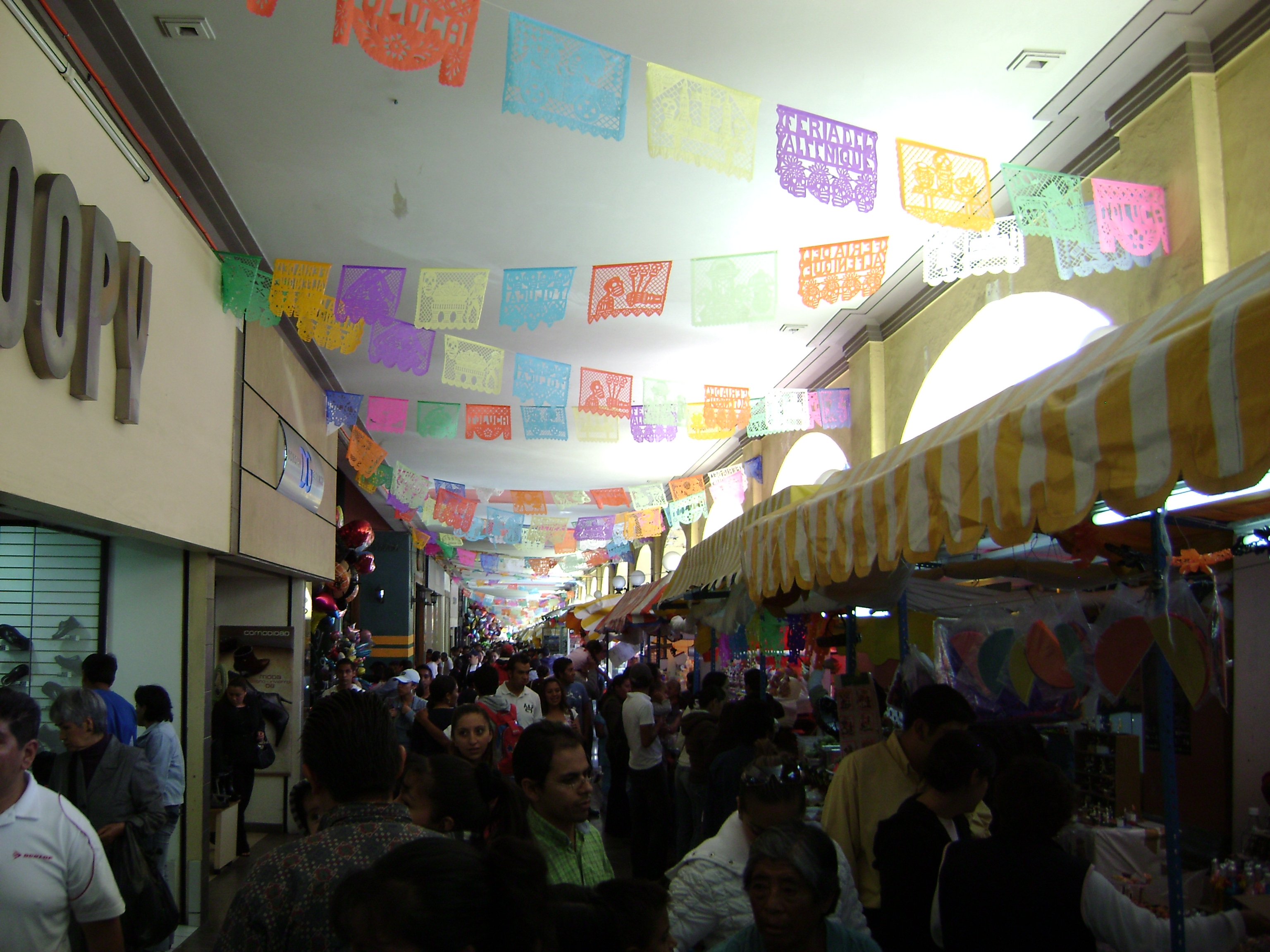
Los portales de Toluca durante la Feria del Alfeñique, noviembre de 2008

El 6 de febrero de 1832 comenzó la construcción de los portales sur y oriental, la construcción de ambos portales finalizó en noviembre de 1836. En su inauguración el portal sur fue llamado Portal de la Paz y el portal oriental fue llamado Portal Constitución. En 1870 comenzó la construcción del portal occidental, ordenada por el franciscano fray Buenaventura Merlín, para 1879 se habían terminado 27 arcos. En 1890 el fray Merlín falleció y el portal occidental fue denominado Portal Merlín en honor al párroco. Fue hasta 1917, durante la administración del presidente municipal Eduardo González y Pichardo, que se terminaron de construir los últimos 12 arcos del portal occidental, marcando la fecha de finalización de los portales de Toluca.
En la actualidad el portal sur es llamado Portal Francisco I. Madero y cuenta con 44 arcos; el portal occidental es llamado Portal Reforma y cuenta con 39 arcos; y el portal oriental es llamado Portal 20 de Noviembre y cuenta con 37 arcos.

## Comercio
En los portales de Toluca se pueden encontrar locales de negocios en los que se vende ropa, zapatos, comida, joyería y los tradicionales moscos. Desde 1932 en los Portales de Toluca se lleva a cabo la Feria del Alfeñique, donde se venden dulces de alfeñique y muchos más dulces tradicionales del Día de Muertos.

## Galería

Portal Reforma, abril de 2022.
Portal Madero, enero de 2014.
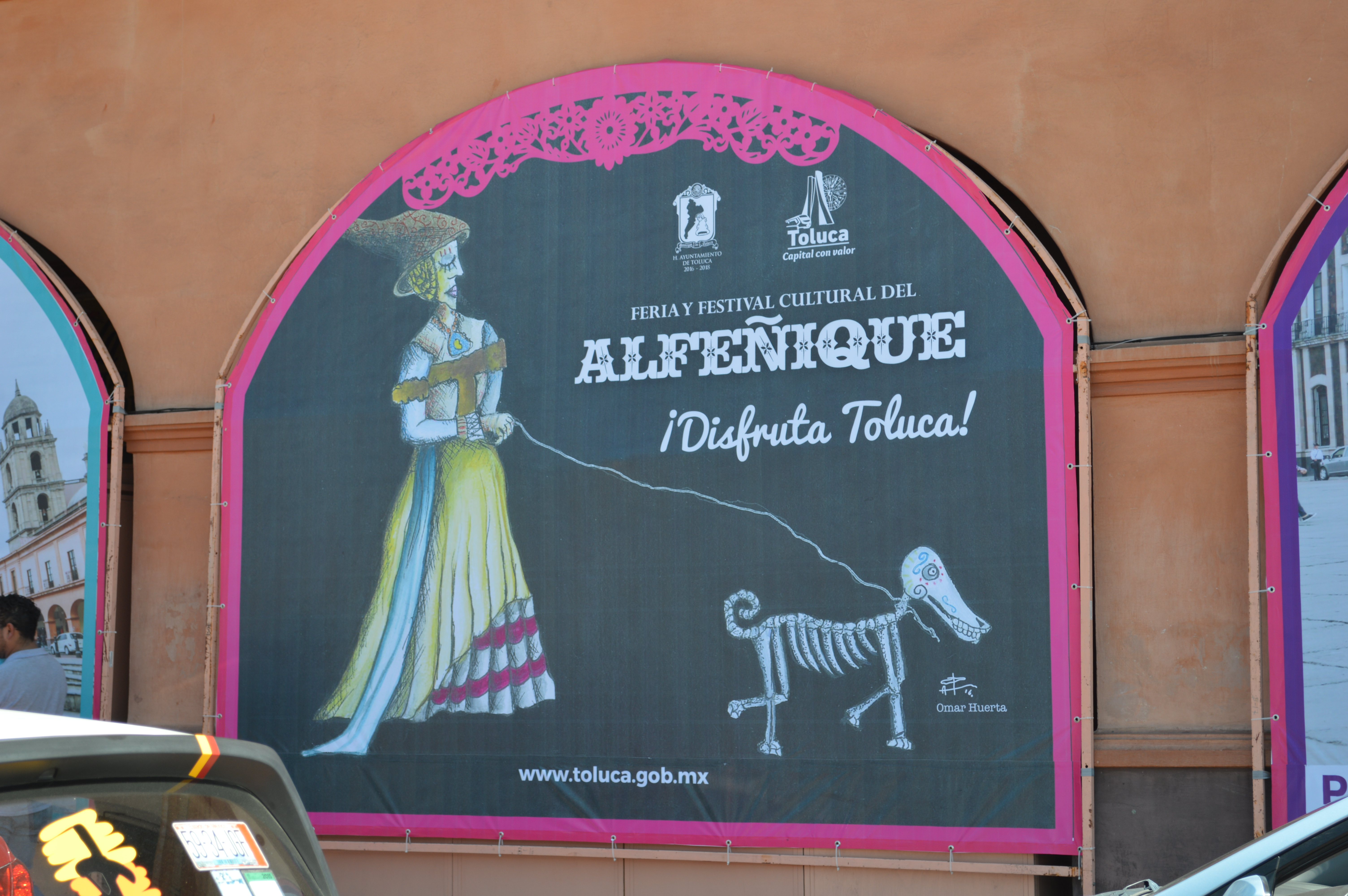
Publicidad de la feria del alfeñique, octubre de 2017.
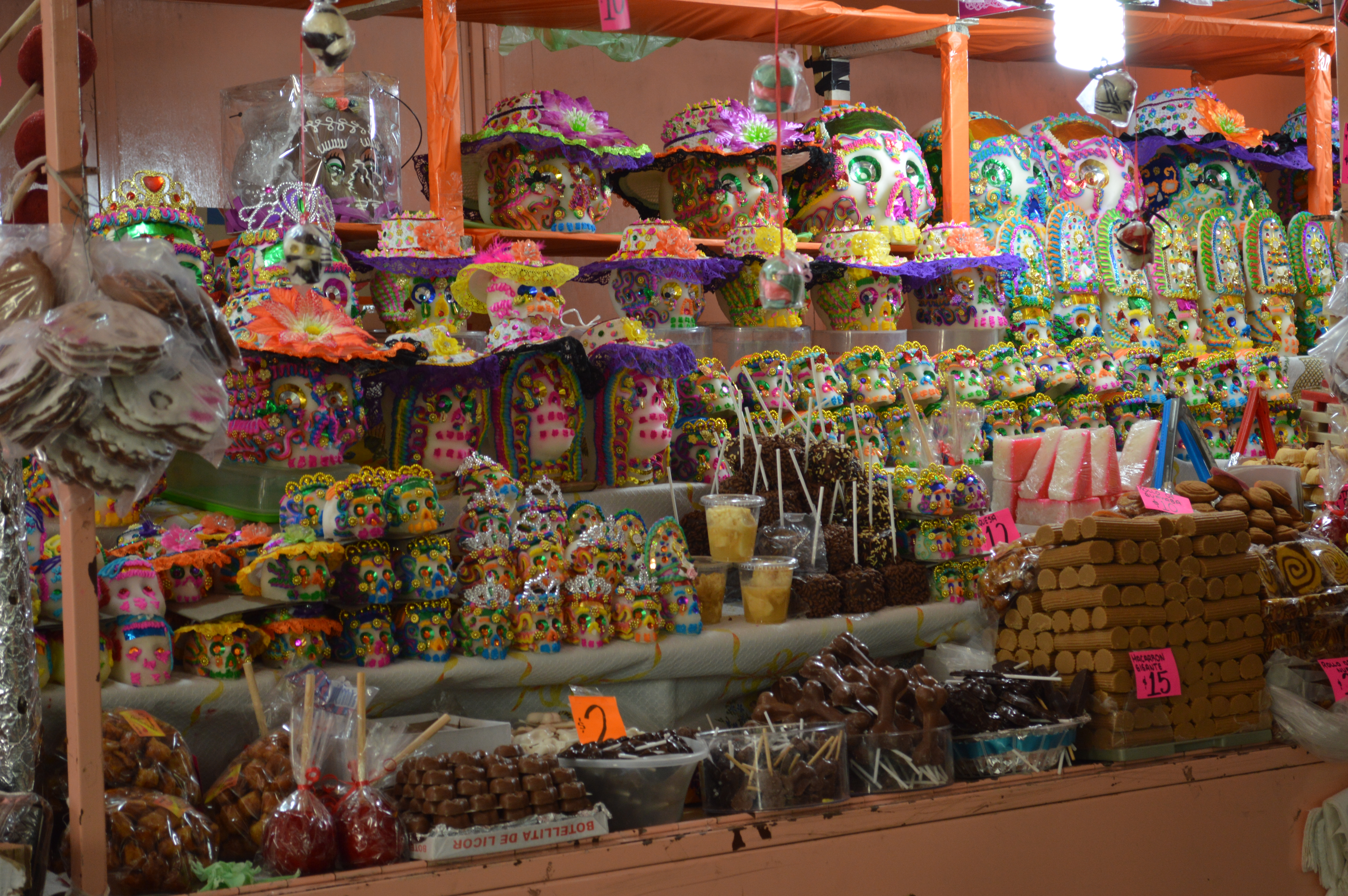
Dulces típicos vendidos en la Feria del Alfeñique, octubre de 2017.